# Эсперанса (Уругвай)
Эсперанса (исп. Esperanza) — населённый пункт сельского типа в западной части Уругвая, в департаменте Пайсанду.

## География
Расположен в юго-западной части департамента, примерно в 15 км к востоку от административного центра департамента, города Пайсанду (является пригородом Пайсанду). Через населённый пункт проходит автомобильная дорога № 90. Абсолютная высота — 36 метров над уровнем моря.

## Население
Население по данным на 2011 год составляет 340 человек.
| Год  | Население |
| ---- | --------- |
| 1963 | 60        |
| 1975 | 123       |
| 1985 | 151       |
| 1996 | 144       |
| 2004 | 145       |
| 2011 | 340       |

Источник: Instituto Nacional de Estadística de Uruguay